# Gare de Beuvron-en-Auge
La gare de Beuvron-en-Auge est une gare ferroviaire, fermée, de la ligne de Mézidon à Trouville - Deauville, située sur le territoire de la commune de Beuvron-en-Auge, dans le département du Calvados en région Normandie.

## Situation ferroviaire
Établie à 11 mètres d'altitude, la gare de Beuvron-en-Auge était située au point kilométrique (PK) 15,2 de la ligne de Mézidon à Trouville - Deauville, entre la gare de Dozulé - Putot et la halte de Hotot.
Elle disposait d'une voie.

## Histoire
La ligne de chemin de fer de Mézidon à Dives a été déclarée d'intérêt public le 17 mars 1872 et a été mise en service le 15 juin 1879, comprenant donc la gare de Beuvron-en-Auge. La ligne a été prolongée jusqu'à Beuzeval - Houlgate le 18 septembre 1882, et Trouville - Deauville le 20 juillet 1884. La gare de Beuvron-en-Auge fut fermée au trafic voyageurs le 1er mars 1938, avec la totalité de la section de Mézidon à Dives, mais resta ouverte au trafic marchandises jusqu'au 3 novembre 1969. La ligne de Mézidon à Dives est déclassée en 1975.

## Patrimoine ferroviaire
Le bâtiment voyageurs d'origine est toujours présent, réaffecté, il est devenu une habitation privée.